# Bent (obra de teatro)
Bent (en inglés 'doblado' o 'torcido', aplicado a los homosexuales) es una obra de teatro de 1979 de Martin Sherman, a su vez inspirada en Los hombres del triángulo rosa, el testimonio del superviviente a los campos de concentración Josef Kohout.
Cuenta la persecución de homosexuales en el Tercer Reich a partir de los sucesos de la Noche de los cuchillos largos y el asesinato del líder nazi Ernst Röhm.
Fue estrenada en Londres el 3 de mayo de 1979. En el reparto original Ian McKellen interpretaba a Max, años después tuvo su lugar en la adaptación cinematográfica de 1997 como Freddie.
La obra ha sido representada con gran éxito por todo el mundo, en Nueva York (con Richard Gere como protagonista), Madrid, París. 
En Argentina fue representada en 1981 y en el 2000 (protagonizada por Alex Benn, Gustavo Ferrari y Gustavo Monje)
En Colombia fue representada en 1984 en un montaje del Teatro Popular de Bogotá bajo la dirección de Gustavo Londoño con Jorge Emilio Salazar y Humberto Dorado como protagonistas
En España fue representada por primera vez en 1982, en el Teatro Regina (Barcelona), dirigida por Iago Pericot. Luego fue representada entre 2005 y 2006 en la sala María Guerrero del Nuevo Teatro Alcalá, de Madrid, con dirección de la argentina Gina Piccirilli y con un reparto de nueve actores; Daniel Freire, Nacho Guerreros, Juan Sinmiedo, Juan Carlos Badillo y Luis Callejo, entre otros.